# Bügsiin
Der Bügsiin (mongolisch Бүгсийн гол) ist ein  westlicher bzw. rechtsseitiger Zufluss des Delgermörön in der Mongolei (Asien).

## Verlauf
Der Bügsiin entspringt im Südteil des Chöwsgöl-Aimag etwa 12 km östlich vom Südteil des Sangiin-Dalai-Sees.
Der überwiegend ostwärts strebende Fluss fließt durch Steppengebiete und passiert dabei die Ansiedlung Teel und die Ortschaft Tömörbulag.
Schließlich mündet der Bügsiin im Südteil des Chöwsgöl-Aimag  in den dort von Norden kommenden Delgermörön, dem linken Quellfluss der etwa 1,5 km unterhalb vom Einfluss des Bügsiin beginnenden Selenga.